# Jodia fulvago
Jodia fulvago är en fjärilsart som beskrevs av Eugen Johann Christoph Esper 1791. Jodia fulvago ingår i släktet Jodia och familjen nattflyn. Inga underarter finns listade i Catalogue of Life.